# Довгі зуби (фільм)
«Довгі зуби» (фр. Les Dents longues) — французький чорно-білий кінофільм, знятий за романом Жака Робера.

## Сюжет
Молодий журналіст Луї Командор переїжджає з Ліона в Париж в надії зробити кар'єру в одній зі столичних газет. Головний редактор газети «Парі Франс» Вальтер відразу відчуває симпатію до нього і бере його на роботу. Але хворобливе честолюбство Командора гасить в ньому почуття подяки. Від сьогодні його ціллю стає зайняти місце свого благодійника. Для цього він використовує всі засоби і плете інтриги, в які виявляється вплутаний відомий політик.
Луї де Фюнес зіграв в епізодичній ролі фотолаборанта.